# チャールズ・カーティス
チャールズ・カーティス（英: Charles Curtis、1860年1月25日 - 1936年2月8日）は、アメリカ合衆国の政治家。カンザス州選出の下院・上院議員で、ハーバート・フーヴァー政権で31代目アメリカ合衆国副大統領を務めた。カーティスの祖先はアメリカインディアンで、母親はカンサ族であった。彼はカンサ族居留地で幼年期を過ごし、アメリカ合衆国で2番目に高い地位に就いたヨーロッパ人の祖先を持たない最初の人物である。

## 生涯
1860年1月25日にカンザス州トピカで誕生し、1881年には法曹界入りしトピーカで弁護士業を始めた。彼は1885年から1889年まで同州ショーニー郡の検察官を務めた。彼は共和党から第53議会に選出され、その後6期（1893年3月4日 - 1907年1月28日）を務めた後上院議員に転身した。彼は内務省の消費委員会議長であった。第60議会に再選されたが、1907年1月23日にジョーゼフ・R・バートン上院議員の辞職によって生じた補欠選挙で当選し、1907年3月3日までの任期を務めた後に再選され、1907年1月29日から1913年3月3日まで上院議員職を務めた。彼は1912年の選挙では落選した。カーティスは第62議会中、アメリカ上院の臨時議長であった。
彼はアメリカ原住民搾取問題調査委員会、沿岸警備委員会及び共和党全国委員会委員長であった。1915年3月4日に上院議員に再び当選した後、彼は1920年と1926年に再選され、1915年3月4日から副大統領就任のため辞職する1929年3月3日まで上院議員職を務めた。彼は1915年から1924年まで共和党院内幹事及び1925年から1929年まで院内総務であった。さらに彼は上院仮議長を1924年から1929年まで務めた。
1928年アメリカ合衆国大統領選挙でハーバート・フーヴァーの副大統領候補となり、1929年3月4日に副大統領に就任し1933年3月3日まで貢献した。1932年アメリカ合衆国大統領選挙でも副大統領候補であったが落選した。
カーティスはその後ワシントンD.C.で弁護士業を再開し同地で1936年に死去した。彼はカンザス州トピーカのトピーカ墓地に埋葬された。
1898年に制定されたカーティス法は、アメリカインディアンに対する連邦政府の支配力を拡張した。1902年の議決はカンサ族を法的な実体として解散させ、同族の160エーカー(0.6平方キロメートル)の土地が連邦政府に移管し、約1625エーカー(6.6平方キロメートル)の土地がカーティス及び彼の子孫のものとなり、没収した土地はオクラホマ市建設用地となった。現在はカンサ族は法的な実体を取り返し、オクラホマに保留地を持っている。